# Émeutes de 1921 en Palestine mandataire

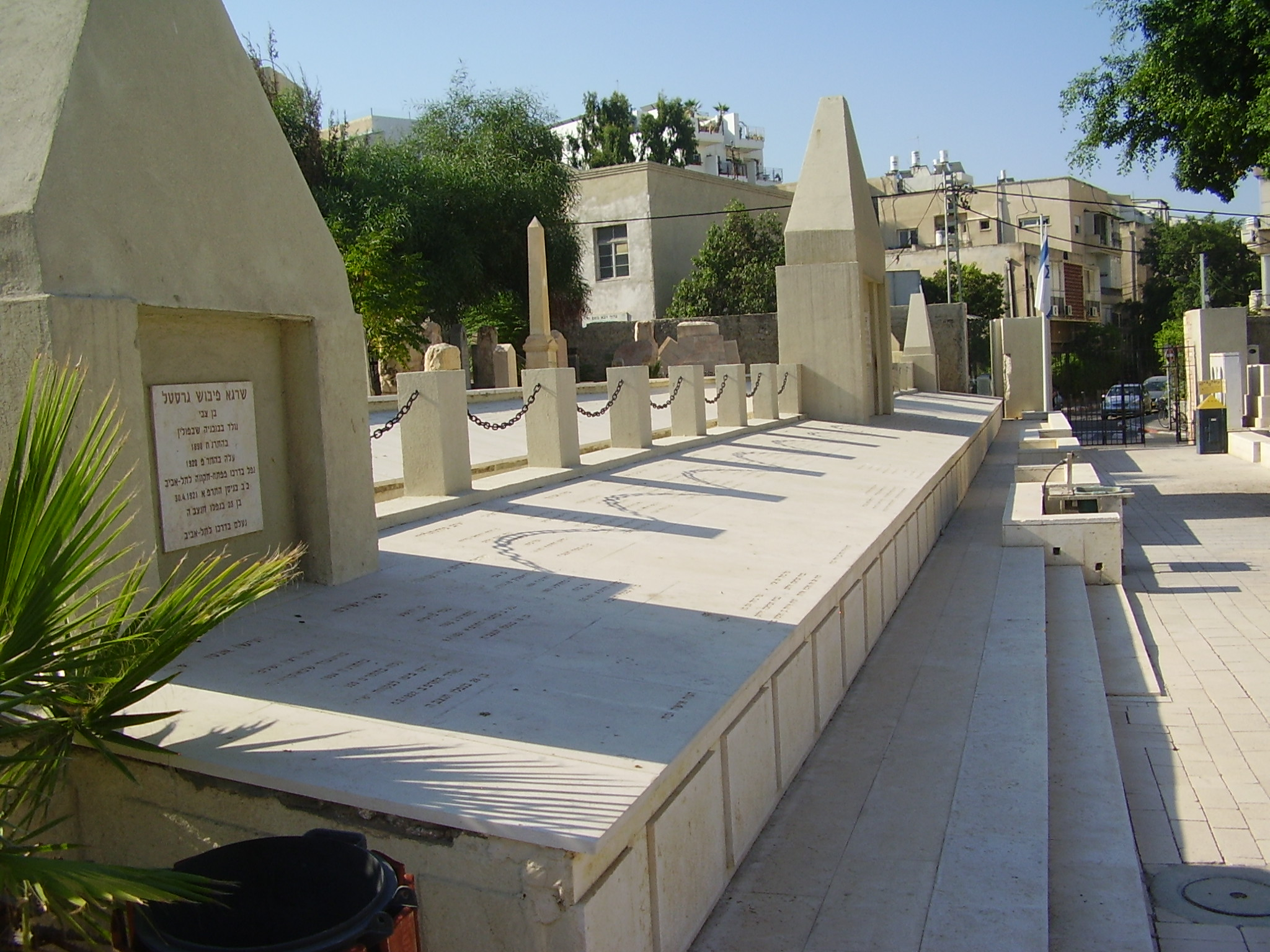
Charnier des victimes juives des émeutes de Jaffa de 1921.

Les émeutes de 1921 en Palestine mandataire sont des tueries qui se déroulent à Jaffa dans le contexte du conflit entre nationalistes arabes et Juifs en Palestine mandataire.
Les émeutes ont plusieurs conséquences quant à la suite des relations entre Juifs et Arabes en Palestine[réf. souhaitée] :
- La plupart des habitants juifs de Jaffa fuient la ville pour s'installer sur la plage de Tel-Aviv.
- Tel-Aviv, ville mitoyenne de Jaffa mais habitée uniquement par les Juifs, est séparée administrativement de Jaffa.
- Les Juifs développèrent leur organisation d'auto-défense, la Haganah, et leur position se radicalise en considérant que le dialogue n'est pas possible et que les Arabes ne comprennent que la force.
- Un sentiment de revanche contre les Arabes s'exprima dans les journaux sionistes et dans la population. Ainsi, un policier arabe, acquitté à la suite de son procès, est assassiné par un activiste juif.
- Les sentiments nationalistes de part et d'autre sont exacerbés.
- Une commission d'enquête est mise sur pied et conclut à la responsabilité arabe mais, dans un geste d'apaisement, déclare comprendre la survenue de ces émeutes anti-juives, ce qui, vu les conséquences, émeut les Juifs.
- Les responsables sont arrêtés et jugés, mais la mise sur le même pied des Arabes et des Juifs provoqua une crise de confiance des Juifs envers les autorités britanniques.
- dans un geste d'apaisement, Herbert Samuel gracie Mohammed Amin al-Husseini, en exil à la suite des émeutes de Jérusalem en 1920, et le fait nommer mufti de Jérusalem. Celui-ci en cause également partiellement la déclaration Balfour, ce qui le fait considérer comme un traître aux yeux des leaders sionistes.